# Бершеда, Роман Васильевич
Роман Васильевич Бершеда (укр. Роман Васильович Бершеда; 20 июля 1912, Славута, Волынская губерния — 23 октября 1979, Киев) — советский правовед. Доктор юридических наук (1973). Профессор (1973).

## Биография

Могила на Байковом кладбище, 2011 год

Родился 20 июля 1912 года в Славуте. Отец — Василий Фёдорович Бершеда.
С 1934 года работал в советских органах юстиции. С 1938 года — директор Киевской юридической школы Министерства юстиции УССР, где также преподавал административное право. Женился в ноябре 1940 года на юристе Софии Львовне (1919—1995). С началом Великой Отечественной войны ушёл на фронт. 
В 1946 году окончил Всесоюзный заочный юридический институт в Москве.
С 1948 года и до конца жизни работал в Высшей партийной школе в Киеве. Являлся старшим преподавателем, деканом, заместителем заведующего кафедрой советского государственного строительства и права. Параллельно преподавал в Киевском университете имени Т. Г. Шевченко и Киевском педагогическом институте имени А. М. Горького.
С 1973 года — доктор юридических наук и профессор.
В качестве консультанта работал в Верховном Совете Украинской ССР над рядом проектов нормативных актов. Автор более 150 научных работ.
Скончался 23 октября 1979 года в Киеве. Похоронен на Байковом кладбище Киева.

## Семья
Сын — экономист, политолог, дипломат Евгений Романович Бершеда (род. 1945).

## Работы
- Виконавчий комітет районної ради. 1958 (Київ)
- Сільська, селищна рада і питання соціалістичної законності. 1970 (Київ)
- Питання соціалістичної законності в діяльності районної ради депутатів трудящих, їх виконавчих та розпорядчих органів. 1971 (Київ)